# زجاج واق
الزجاج المنيع أو الواقي أو المضاد للرصاص أو الصامد للرصاص هو الالواح الزجاجية التي تقاوم الكسر الا بتأثير قوة فجائية شديدة فيتفتت عندئذ إلى قطع صغيرة غير متطايرة وهو زجاج سليكات الصوديوم. وهو نوعان: الزجاج الملتصق باللدائن، والزجاج المعالج حراريًا.

## الزجاج الملتصق باللدائن
ويصنع بلصق لوحين من الزجاج بينهما طبقة رقيقة من اللدائن وقد ظهر منه أنواع كثيرة منها الزجاج الطبقي وهو عبارة عن عدة ألواح من الزجاج بينهم عدة ألواح من اللدائن ويستخدم في صناعة زجاج الطائرات.

## الزجاج المعالج حراريا
ويتم صنعه بتعريض لوح من الزجاج العادي لتيار شديد من الهواء البارد بعد تسخينه لدرجة الليونة ويمتاز هذا النوع من الزجاج بمقومته للثَّني والصدمات وعدم اختراق الطبقات الخارجية له.

## أهميته
1. يستخدم كثيرا في نوافذ السيارات والقطارات والطائرات وواجهاتها الزجاجية.
2. يستخدم في الصناعات الحربية والعلوم الفلكية وأبحاث الفضاء الخارجي.